# Afap
Afap est un village du Cameroun, situé dans la Région du Sud-Ouest. Il est rattaché administrativement à la commune d'Eyumodjock, dans le département de la Manyu.

## Population
Afap comptait 447 habitants en 1953, 802 en 1967, principalement Ejagham.
Lors du recensement de 2005 on y a dénombré 904 personnes.